# فورسپس زایمانی
فورسپس زایمانی (به انگلیسی: Obstetrical forceps) نوعی وسیله پزشکی از گروه کلمپ‌ها یا نگه‌دارنده‌ها است. این ابزار، دارای دو شاخه متقاطع می‌باشد که تیغه ابزار (سر) را می‌سازد و شبیه یک جفت انبرک بوده که با انحنای گود خود، سر نوزاد را دربرگرفته و با کم‌ترین نیرو (به دلیل سطح پهن، نیروی کم‌تری در واحد سطح وارد می‌شود) در حالی‌که به آن چرخش می‌دهد به بیرون هدایتش می‌کند.

## انتخاب نوع فورسپس
با توجه به این که کار اصلی فورسپس زایمان، چرخش و ایجاد کشش مناسب است، جراح باید در انتخاب نوع مناسب از دقت کافی برخوردار باشد. برای نمونه باید بدانیم که فورسپس سیمپسون (Simpson) در مواردی کاربرد دارد که سر جنین شکل مجرای زایمانی را به خود گرفته‌است.

## عوارض ناشی از فورسپس زایمان
عوارضی احتمالی که به مادر وارد خواهد شد:
- پارگی واژن
- خونریزی پس از زایمان افزایش و در مواردی نیاز به انتقال خون فوری به مادر
- پارگی درجه چهارم (گسترش آسیب به مخاط رکتوم)
- محبوس شدن ادرار و اختلال عملکردی مثانه که در مواردی نیاز به سوند گذاری می‌شود
- اختلال عملکردی مقعد به دلیل صدمه به اسفنکتر درونی مقعد از نوع صدمه ماهیچه‌ای و حتی عصبی

## انواع فورسپس زایمان

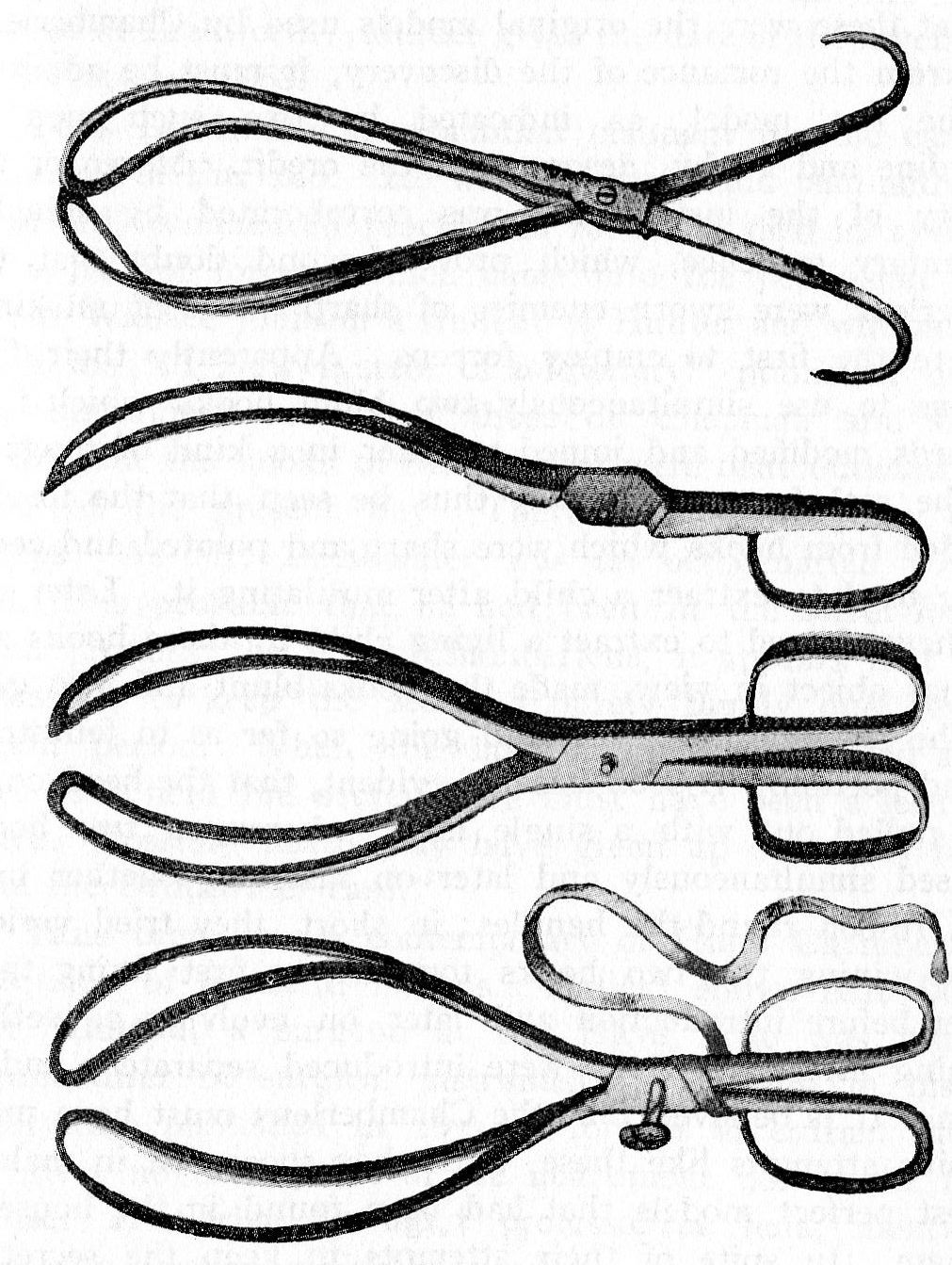
۱
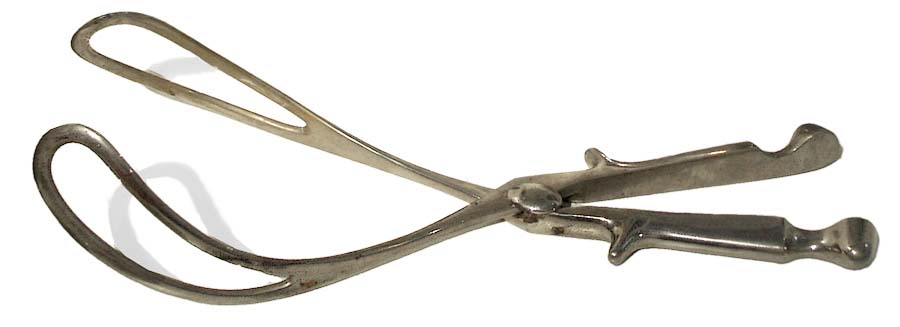
۲